# Deseo (álbum de Greta y los Garbo)
Deseo es un álbum de estudio del grupo Greta y los Garbo perteneciente a la compañía discográfica Virgin, editado en el año 1995, y compuesto por 10 canciones.

## Lista de canciones
| N.º | Título                     | Duración |  |
| 1.  | «Te sigo amando»           |          |  |
| 2.  | «En tu cuerpo»             |          |  |
| 3.  | «Capítulo cerrado»         |          |  |
| 4.  | «Sígueme, no hay problema» |          |  |
| 5.  | «Hay tanto que contar»     |          |  |
| 6.  | «Hay noches que sueño»     |          |  |
| 7.  | «Viviré»                   |          |  |
| 8.  | «Let me take over»         |          |  |
| 9.  | «Tu amor»                  |          |  |
| 10. | «Deseo»                    |          |  |